# Ovsepavan
Ovsepavan (en arménien Հովսեփավան) est une communauté rurale de la région d'Askeran, au Haut-Karabagh. Elle compte 128 habitants en 2005.